# Cosme Damião

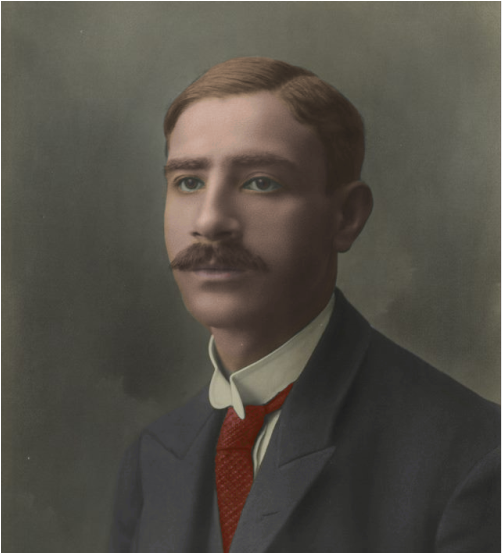
Cosme Damião.

Cosme Damião (Lisboa, 2 de noviembre de 1885 - Sintra, 11 de junio de 1947) fue un futbolista, entrenador y dirigente deportivo portugués. 
Formó parte de la junta que fundó en 1904 el Sport Lisboa e Benfica y ocupó casi todos los cargos salvo la presidencia, razón por la que está considerado uno de sus mayores símbolos.

## Biografía
El 28 de febrero de 1904, con solo 18 años, formó parte del grupo de veinticuatro alumnos de la Casa Pia que fundó el Sport Lisboa e Benfica. Un año después debutó como jugador y en 1908 lo compaginó con el cargo de entrenador, que mantuvo en sucesivas etapas. En el terreno de juego destacó por ser un centrocampista de buenos recursos técnicos y físicos. Desde 1907 hasta su retirada el 26 de febrero de 1916 ante el Fortuna de Vigo, disputó un total de 155 partidos oficiales. Y aunque colgó las botas, continuó dirigiendo la plantilla y encargándose de los fichajes hasta 1926. Ganó un total de ocho Campeonatos Regionales de Lisboa.
A nivel internacional, y aunque aún no existía la selección portuguesa, Damião formó parte de un combinado de la Asociación de Fútbol de Lisboa que hizo una gira por Brasil en 1913.
El Benfica ha reconocido su labor no solo en la fundación, sino también como responsable de su consolidación. En 1907, tras una crisis financiera que motivó la salida de ocho futbolistas al nuevo Sporting Clube, Damião se encargó de reconstruir la plantilla y formó parte del primer título oficial, el Campeonato de Lisboa de 1910. Además impulsó otras secciones: fue portero de hockey sobre hierba, fijó las reglas del hockey sobre patines y colaboró en la construcción del primer campo propio, el Estádio das Amoreiras, inaugurado en 1925.
A pesar de ser su figura más importante durante décadas, nunca fue presidente del Benfica. En 1926 afrontó un movimiento opositor a su gestión, encabezado por António Ribeiro dos Reis, y aunque Damião ganó las elecciones a la presidencia, rehusó aceptar por las discrepancias entre ambas partes y se optó en su lugar por Alberto Silveira Ávila de Melo. No obstante, Damião siguió vinculado al equipo y el 6 de septiembre de 1931 fue nombrado presidente de mesa de la Asamblea General, siendo reelegido para los órganos sociales hasta 1934. Un año después recibió el Águila de Oro, máxima distinción honorífica.
Cosme Damião falleció en Sintra el 11 de junio de 1947, a los 61 años. El club puso su nombre tanto al Museo del Benfica como al máximo galardón que otorga a sus mejores deportistas, mientras que el Ayuntamiento de Lisboa le honró con una calle en la freguesia de São Domingos de Benfica.